# シャーリーズ・セロン
シャーリーズ・セロン（英: Charlize Theron, 1975年8月7日 - ）は、南アフリカ共和国出身のアメリカの女優、モデル、プロデューサー。苗字のセロンは正式には「トゥロン（Tronn, Te-ron）」と発音するが、アメリカ人からは、「ゼアロン（There-on）」と呼ばれるので、発音しやすい「スロゥン（Thrown）」に変えたと本人が語っている。公式には、シャーリーズ（shar-LEES：「リー」にアクセントがある）・セレン（THAIR-en）と呼ばれる。

## 生い立ち
南アフリカ共和国ハウテン州ベノニ(en)でアフリカーナーとして道路建設会社を経営していたフランス系の父親と、ドイツ系の母親の間に生まれる
。一家は幼い頃からアルコール依存症の父親による家庭内暴力に悩まされていた。15歳の頃、晩に酔って帰ってきた父親に暴力を振るわれ、寝室に逃げると父親は銃を持ってドアに向かって発砲し、娘の命の危険を感じた母親が父親を射殺してしまうという事件が起きる。母親に対しては、正当防衛が認められた。多くの人と家庭内暴力や依存症の問題を共有していくために、この事は隠さずに公表している。

## キャリア

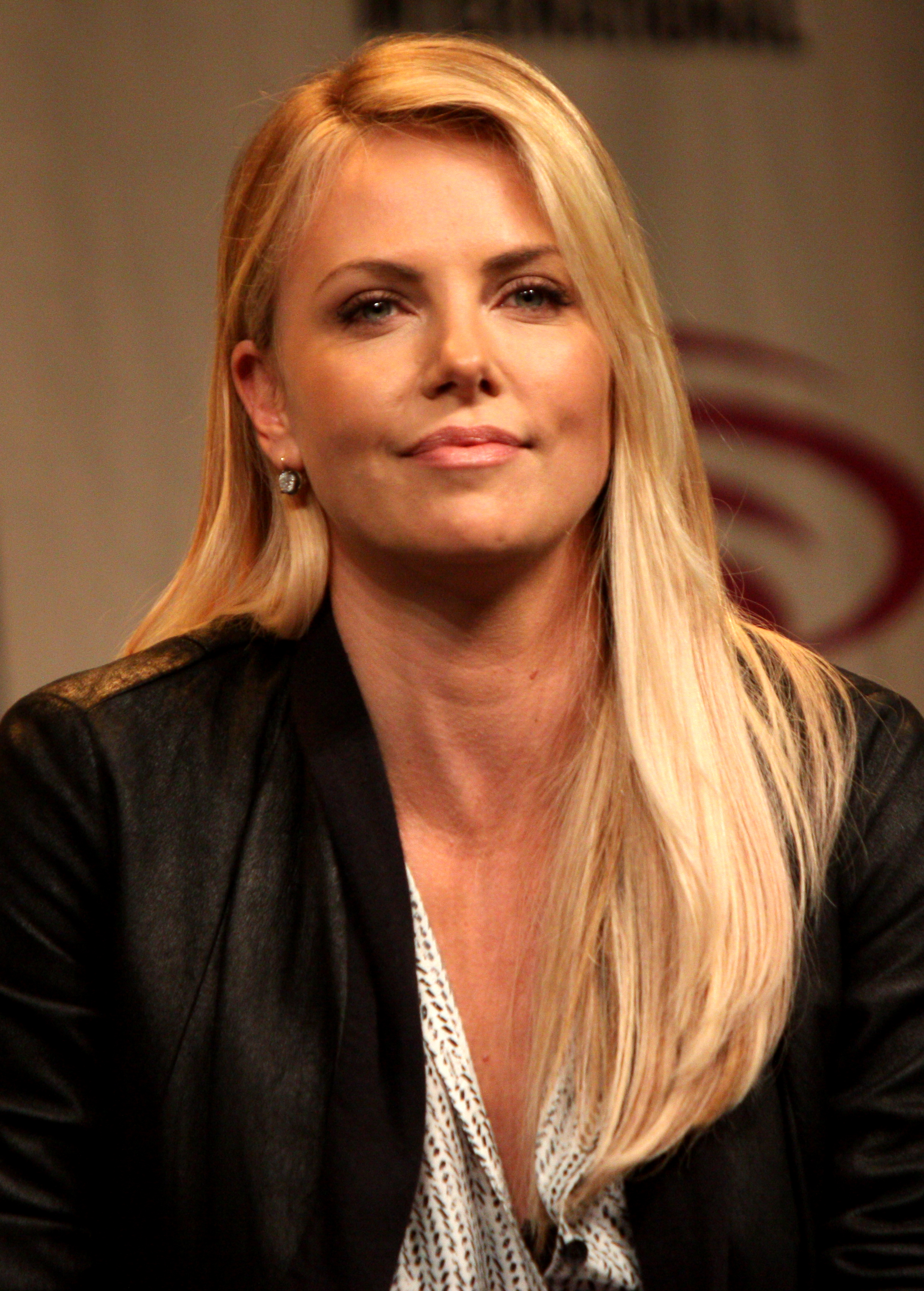
2012年

16歳の時に地方のモデルコンテストに優勝し、モデルとしてミラノやパリで活動してから1年後、バレエ学校で学ぶためにアメリカ合衆国・ニューヨークへ移住する。そこでバレエ・ダンサーを夢見て日々挑戦を続けていたが、不運にも膝の怪我でその夢を断念せざるを得なくなる。その後、女優を目指しロサンゼルスに移るが、仕事がなくその日暮らしの困窮生活を送る。母から送付された小切手を現金化しようと銀行を訪れた際、他国発行の小切手の手続きが一般的でないことなどから銀行員から素っ気ない態度で対応されたために激怒し、口論していたところを現金化する手続きを知っていたマネージャーにスカウトされ、本格的に女優活動を始めることになる。1995年に映画『アーバン・ハーベスト3 ザ・スケアクロウ』のエキストラ出演を経て、1996年に『2 days トゥー・デイズ』で映画デビュー。その後はドラマやサスペンス、アクションなど、様々なジャンルの作品に出演。2003年の『モンスター』でアカデミー主演女優賞、ベルリン国際映画祭銀熊賞、ゴールデングローブ賞 主演女優賞（ドラマ部門）などを受賞した。2006年の米『The Hollywood Reporter』誌にて、上位7番目の高額出演料女優として記された。2007年の米男性誌『エスクァイア』にて、「最もセクシーな女性」に選ばれた。2005年10月から2006年12月までスイスの高級時計レイモンド・ウェイルの広告塔を務めていたが、契約時期にクリスチャン・ディオール（セロンはディオールの広告塔も兼任）の時計を身に付けた写真を撮られたことから、ウェイル社から契約違反として2000万ドル（約20億）の賠償金を求めて訴えられた。2008年11月に示談が成立した。
2012年の『プロメテウス』で謎の女メレディス・ヴィッカーズを演じる際はボディラインが一目で分かるウエストの非常に細いコスチュームを常に着るため、さらに激しいトレーニングを加え余分な脂肪を完全になくし、腹筋が8つに割れるほど体を引き締めた。それでもウエスト50cmのこの衣装は着装が大変で、着けていたブラジャーとショーツさえも激しく体を締め付けていたという。
2015年の『マッドマックス 怒りのデス・ロード』では、崩壊した世界で生きる女性を演じるため、自らの提案により頭を丸刈りにして臨んだ。
2018年の『タリーと私の秘密の時間』では出産したばかりの母親を演じるために3ヶ月半の間に体重を約16Kg増量し、それを維持するために24時間暴飲暴食するなどして、肥満体型を維持した。撮影後、体重を減らすのに1年半を要した。

## 映画以外の活動
LGBTの権利を支持する活動を行っている。2005年にアメリカで「同性愛者同士の結婚が法的に認められるまで、結婚はしない」と発言し、同性愛に対する人々の理解を深めたとしてGLAADメディア賞の名誉賞を受け取った。2008年11月に国連平和大使に任命された。2009年12月、2010FIFAワールドカップ南アフリカ大会の組み合わせ抽選会で司会を務めた。

## 私生活
2007年、アメリカ合衆国の市民権を取得したが、南アフリカの市民権は保持した。
母語はアフリカーンス語。過去に俳優のクレイグ・ビアーコやミュージシャンのステファン・ジェンキンスと交際。2001年から『コール』で共演した俳優のスチュアート・タウンゼントと交際（同棲）。2007年9月12日にトロント国際映画祭でスチュアートと共に結婚指輪を披露。愛し合う二人に国家や教会からの証明は不要と述べ、正式に届けを提出したわけではないが、事実上の結婚宣言をした。しかし、2010年に破局が明らかになった。2013年から、俳優のショーン・ペンと交際したが、2015年に破局。2012年3月と2015年7月には女の子をひとりずつ計2人養子にとっており、そのうちひとりはの名前はジャクソンである。2019年4月には当時7歳だったジャクソンがトランスジェンダーの女の子であることを明かした。

## 主な出演作品
※役名の太字表記は主演。

### 映画
| 年   | 題名                                                                                            | 役名                             | 備考 | 吹替                                              |
| ---- | ----------------------------------------------------------------------------------------------- | -------------------------------- | --- | ------------------------------------------------- |
| 1995 | アーバン・ハーベスト3 ザ・スケアクロウ Night of the Scarecrow                                   | 若い女性                         | エキストラ出演（クレジット表記なし） | （吹き替え版なし）                                |
| 1996 | 2 days トゥー・デイズ 2 Days in the Valley                                                      | ヘルガ・スヴェルゲン             | | 溝上真紀子                                        |
| 1996 | すべてをあなたに That Thing You Do!                                                             | ティナ・パワーズ                 | 山崎和佳奈 |                                                   |
| 1997 | Mr.ダマー2 1/2 Trial and Error                                                                  | ビリー・タイラー                 | 小林優子 |                                                   |
| 1997 | ディアボロス/悪魔の扉 The Devil's Advocate                                                      | メアリー・アン・ロマックス       | 勝生真沙子（ソフト版） 小山茉美（日本テレビ版） |                                                   |
| 1998 | セレブリティ Celebrity                                                                          | スーパーモデル                   | 魏涼子 |                                                   |
| 1998 | マイティ・ジョー Mighty Joe Young                                                               | ジル・ヤング                     | サターン賞助演女優賞ノミネート | 小島幸子（ソフト版） 松本梨香（テレビ朝日版）     |
| 1999 | ノイズ The Astronaut's Wife                                                                     | ジリアン・アマコスト             | | 勝生真沙子（ソフト版） 井上喜久子（テレビ朝日版） |
| 1999 | サイダーハウス・ルール The Cider House Rules                                                    | キャンディ・ケンドール           | バンビ賞(ドイツ)シューティングスター賞受賞 | 日下由美（ソフト版） 森なな子（Netflix版）        |
| 2000 | レインディア・ゲーム Reindeer Games                                                             | アシュリー・マーサー             | | 岡寛恵（ソフト版） 松本梨香（テレビ朝日版）       |
| 2000 | 裏切り者 The Yards                                                                              | エリカ・ストルツ                 | 湯屋敦子 |                                                   |
| 2000 | バガー・ヴァンスの伝説 The Legend of Bagger Vance                                               | アデール・インバゴードン         | 井上喜久子 |                                                   |
| 2000 | ザ・ダイバー Men of honor                                                                       | グウェン・サンデー               | 雨蘭咲木子 |                                                   |
| 2001 | スウィート・ノベンバー Sweet November                                                           | サラ・ディーヴァ                 | 高橋理恵子 |                                                   |
| 2001 | スコルピオンの恋まじない The Curse of the Jade Scorpion                                         | ローラ・ケンジントン             | 日野由利加 |                                                   |
| 2001 | 15ミニッツ 15 Minutes                                                                           | ローズ                           | 特別出演 | 堀江真理子（ソフト版） TBA（日本テレビ版）        |
| 2002 | コール Trapped                                                                                  | カレン・ジェニングス             | | 岡寛恵                                            |
| 2002 | Waking Up in Reno                                                                               | キャンディ・カーケンドール       | N/A |                                                   |
| 2003 | ミニミニ大作戦 The Italian Job                                                                  | ステラ・ブリジャー               | 岡寛恵 |                                                   |
| 2003 | モンスター Monster                                                                              | アイリーン・ウォーノス           | 兼製作 第76回アカデミー賞主演女優賞受賞 第61回ゴールデングローブ賞主演女優賞 (ドラマ部門)受賞                                                          | 高乃麗                                            |
| 2004 | ライフ・イズ・コメディ! ピーター・セラーズの愛し方 The Life and Death of Peter Sellers          | ブリット・エクランド             | 第62回ゴールデングローブ賞助演女優賞 (ミニシリーズ・テレビ映画部門) ノミネート                                                                         | 甲斐田裕子                                        |
| 2004 | トリコロールに燃えて Head in the Clouds                                                         | ギルダ・ベッセ                   | | 本田貴子                                          |
| 2005 | スタンドアップ North Country                                                                    | ジョージー・エイムズ             | 第78回アカデミー賞主演女優賞ノミネート 第63回ゴールデングローブ賞主演女優賞 (ドラマ部門) ノミネート 女性映画批評家協会賞女性イメージ賞受賞             | 本田貴子                                          |
| 2005 | イーオン・フラックス Æon Flux                                                                   | イーオン・フラックス             | | 藤本喜久子                                        |
| 2007 | 告発のとき In The Valley of Elah                                                                | エミリー・サンダース刑事         | | 林真里花                                          |
| 2008 | Sleepwalking                                                                                    | ジョリーン                       | 兼製作 | N/A                                               |
| 2008 | ハンコック Hancock                                                                              | メアリー・エンブリー             | サターン賞助演女優賞ノミネート | 本田貴子                                          |
| 2008 | バトル・イン・シアトル Battle in Seattle                                                        | エラ                             | | TBA                                               |
| 2008 | あの日、欲望の大地で The Burning Plain                                                          | シルヴィア                       | 兼製作 サターン賞主演女優賞ノミネート | 本田貴子                                          |
| 2009 | ザ・ロード The Road                                                                             | 妻                               | | 恒松あゆみ                                        |
| 2009 | ATOM Astro Boy                                                                                  | ナレーター                       | 声の出演 |                                                   |
| 2011 | ヤング≒アダルト Young Adult                                                                     | メイヴィス・ゲイリー             | 兼製作 第69回ゴールデングローブ賞主演女優賞 (ミュージカル・コメディ部門) ノミネート 第23回パームスプリングス国際映画祭チャアマンズ・ヴァンガード賞受賞 | 魏涼子                                            |
| 2012 | スノーホワイト Snow White & the Huntsman                                                        | 邪悪な女王ラヴェンナ             | ティーン・チョイス・アワード映画部門ヒステリー賞受賞 サターン賞助演女優賞ノミネート                                                                    | 小雪                                              |
| 2012 | プロメテウス Prometheus                                                                         | メレディス・ヴィッカーズ         | ティーン・チョイス・アワードChoice Summer Movie Star賞(女性部門)ノミネート ピープルズ・チョイス・アワードFavorite Dramatic Movie Actress賞ノミネート   | 深見梨加（劇場公開版） 本田貴子（ザ・シネマ版）   |
| 2014 | 荒野はつらいよ 〜アリゾナより愛をこめて〜 A Million Ways to Die in the West                     | アナ                             | | 本田貴子                                          |
| 2015 | マッドマックス 怒りのデス・ロード Mad Max4:Fury Road                                            | フュリオサ大隊長                 | | 本田貴子                                          |
| 2015 | ダーク・プレイス Dark Places                                                                    | リビー・デイ                     | 兼製作、日本公開は2016年6月 | 本田貴子                                          |
| 2016 | スノーホワイト/氷の王国 The Huntsman:Winter's War                                               | ラヴェンナ                       | [ 30 ] | 田中敦子                                          |
| 2016 | ラスト・フェイス The Last Face                                                                  | レン・ピーターソン               | | （吹き替え版なし）                                |
| 2016 | KUBO/クボ 二本の弦の秘密 Kubo and the Two Strings                                               | 猿                               | 声の出演 | 田中敦子（劇場公開版、機内上映版）                |
| 2017 | ワイルド・スピード ICE BREAK The Fate of the Furious                                            | サイファー                       | | 田中敦子（劇場公開版、機内上映版）                |
| 2017 | アトミック・ブロンド Atomic Blonde                                                              | ロレーン・ブロートン             | 兼製作 | 本田貴子                                          |
| 2018 | タリーと私の秘密の時間 Tully                                                                    | マーロ                           | 兼製作 | 本田貴子                                          |
| 2018 | グリンゴ/最強の悪運男 Gringo                                                                    | エレイン・マーキンソン           | 兼製作 | （吹き替え版なし）                                |
| 2019 | ロング・ショット 僕と彼女のありえない恋 Long Shot                                               | シャーロット・フィールド国務長官 | 兼製作、日本公開は2020年 | （吹き替え版なし）                                |
| 2019 | アダムス・ファミリー The Addams Family                                                          | モーティシア・アダムス           | 声の出演、日本公開は2020年 | 杏                                                |
| 2019 | スキャンダル Bombshell                                                                          | メーガン・ケリー                 | 兼製作、日本公開は2020年 | 本田貴子                                          |
| 2021 | ワイルド・スピード/ジェットブレイク Fast & Furious 9                                            | サイファー                       | | 田中敦子                                          |
| 2021 | アダムス・ファミリー2 アメリカ横断旅行! The Addams Family 2                                     | モーティシア・アダムス           | 声の出演、日本公開は2022年 | 杏                                                |
| 2022 | ドクター・ストレンジ/マルチバース・オブ・マッドネス Doctor strange in the Multiverse of Madness | クレア                           | カメオ出演 | 甲斐田裕子                                        |
| 2023 | ワイルド・スピード/ファイヤーブースト Fast X                                                    | サイファー                       | | 田中敦子                                          |
| 2026 | オデュッセイア (映画) The Odyssey                                                               | キルケー                         | |                                                   |
| TBA  | Apex                                                                                            |                                  | 兼製作 |                                                   |

#### WEB配信映画
| 年   | 題名                                                                    | 役名           | 配信局  | 備考   | 吹替     |
| ---- | ----------------------------------------------------------------------- | -------------- | ------- | ------ | -------- |
| 2020 | オールド・ガード The Old Guard                                          | アンディ       | Netflix | 兼製作 | 本田貴子 |
| 2022 | スクール・フォー・グッド・アンド・イービル The School for Good and Evil | レディ・レッソ | Netflix |        | 本田貴子 |
| 2025 | オールド・ガード2 The Old Guard 2                                       | アンディ       | Netflix | 兼製作 | 本田貴子 |

### テレビ
| 年   | 題名                                         | 役名                     | 備考                                      | 吹替     |
| ---- | -------------------------------------------- | ------------------------ | ----------------------------------------- | -------- |
| 2000 | サタデー・ナイト・ライブ Saturday Night Live | ホスト                   | 「Charlize Theron / Paul Simon」          | N/A      |
| 2005 | ブル〜ス一家は大暴走! Arrested Development   | リタ・リーズ             | 計5話出演                                 |          |
| 2014 | サタデー・ナイト・ライブ Saturday Night Live | ホスト                   | 「Charlize Theron / The Black Keys」      | N/A      |
| 2017 | 宇宙探査艦オーヴィル The Orville             | プリア                   | 第1シーズン第5話「プリア」                |          |
| 2022 | ザ・ボーイズ The Boys                        | ストームフロント役の女優 | カメオ出演 第3シーズン第1話「ペイバック」 | TBA      |
| 2025 | ザ・スタジオ The Boys                        | 本人                     | 第1話「出世」                             | 島田愛野 |

## 日本語吹き替え
主に担当しているのは、以下の二人である。
本田貴子
『トリコロールに燃えて』以降、多くの作品で務め、セロンの専属（フィックス）となっている。
田中敦子
『スノーホワイト/氷の王国』で初担当。以降、「ワイルド・スピード」シリーズをはじめとして本田の次に多く吹き替えていた。
このほかにも、岡寛恵、勝生真沙子、甲斐田裕子、魏涼子、松本梨香、井上喜久子なども複数回、声を当てている。